# Анабель (фільм)
«Анабель» (англ. Annabelle) — американський фільм жахів режисера Джона Р. Леонетті, приквел фільму «Закляття» (2013). У головних ролях: Аннабелль Волліс, Ворд Гортон, Тоні Амендола.
У США фільм вперше показали 29 вересня 2014 року. В українському кінопрокаті прем'єра «Анабель» відбулась 9 жовтня 2014 року.

## Сюжет
1967 рік. Молоде подружжя Джон і Мія Ґордони очікують свого первістка. Щоб порадувати дружину, Джон дарує їй колекційну ляльку — Анабель, чудовий екземпляр для поповнення колекції Мії. Однієї ночі на будинок подружжя напали сатаністи, вчинили криваву розправу, а у ляльку вселилося зло.

## Творці фільму
Виконавчий продюсер — Ганс Ріттер. Підбір акторів — Джордан Басс і Лорен Басс.

### У ролях
| Актор            | Персонаж                           | Роль              |
| ---------------- | ---------------------------------- | ----------------- |
| Аннабелль Волліс | Мія Ґордон англ. Mia Gordon        | дружина Джона     |
| Ворд Гортон      | Джон Ґордон англ. John Gordon      | чоловік Мії       |
| Тоні Амендола    | отець Перез англ. Father Perez     | священик          |
| Альфрі Вудард    | Евелін англ. Evelyn                | власниця книгарні |
| Керрі О'Меллі    | Шерон Гіґґінс англ. Sharon Higgins | дружина Піта      |
| Браян Гоу        | Піт Гіґґінс англ. Pete Higgins     | чоловік Шерон     |

## Український Дубляж
- Студія: Постмодерн[4]
- Перекладачка: Надія Бойван
- Режисерка дублювання: Катерина Брайковська
- Звукорежисер: Антон Семикопенко
- Звукорежисер перезапису: Максим Пономарчук

Ролі дублювали: Наталя Романько, Іван Розін, Ольга Радчук, Юрій Висоцький, Володимир Терещук, Наталя Задніпровська, Олександр Ігнатуша, Кирило Нікітенко

## Сприйняття

### Критика
Фільм отримав змішано-негативні відгуки: Rotten Tomatoes дав оцінку 31 % на основі 83 відгуків від критиків (середня оцінка 4,5/10). Загалом, на сайті фільм має негативний рейтинг, йому зарахований «гнилий помідор» від кінокритиків, Metacritic — 37/100 (27 відгуків критиків) і 5,1/10 від глядачів (41 голос). Загалом, на цьому ресурсі від критиків фільм отримав негативні відгуки, а від глядачів — змішані.

### Касові збори
Під час показу у США, що розпочався 3 жовтня 2014 року, протягом першого тижня фільм показали у 3,185 кінотеатрах і він зібрав 37,134,255 $, що на той час дозволило йому зайняти 2 місце серед усіх прем'єр. Станом на 8 жовтня 2014 року показ фільму триває 6 днів (0,9 тижня) і за цей час фільм зібрав у прокаті у США 43,922,000  доларів США (за іншими даними 42,116,705 $), а у решті світу 23,000,000 $ (за іншими даними 23,600,000 $), тобто загалом 66,922,000 $ (за іншими даними 65,716,705 $) при бюджеті 6,5 млн $.

### Виноски
1. ↑  Аннабелль. Kino-teatr.ua. Архів оригіналу за 13 жовтня 2014. Процитовано 9 жовтня 2014.
2. 1 2 3 4 5 6  Annabelle (англ.). Box Office Mojo. Архів оригіналу за 30 липня 2015. Процитовано 9 жовтня 2014.
3. 1 2 3 4 5  Annabelle (англ.). The Numbers. Архів оригіналу за 9 жовтня 2014. Процитовано 9 жовтня 2014.
4. ↑  {{Cite web|url=https://kinobaza.com.ua/titles/annabelle
5. ↑  Annabelle (англ.). Rotten Tomatoes. Архів оригіналу за 7 лютого 2015. Процитовано 9 жовтня 2014.
6. ↑  Annabelle (англ.). Metacritic. Архів оригіналу за 26 лютого 2015. Процитовано 9 жовтня 2014.